# Лугомир
Лугомир је 57 km дугачка река у Централној Србији. Извире испод Гледићких планина у селу Надрљу испод врха Удраговица, отуда и назив Удрагова вода, на 793 м надморске висине, као Дуленска река. Са друге стране извире Жупањевачка река и то на удаљености од само 500 метара. Након тога, река тече под именом Лугомир. Од тог места, река тече на исток, поред села Надрље, Жупањевац, Драгово и Белушић, након чега се Лугомир спаја са Жупањевачком реком. Дужи ток реке, Дуленска река, такође је употребљена тако што је прокопан тунел до вештачког Дуленског језера, који одатле иде до Грошничког језера, које снабдева Крагујевац водом. Од спајања Дуленске и Жупањевачке реке, ток реке даље се назива Лугомир.

## Прави Лугомир
Прави Лугомир, односно ток реке одувек познат под именом Лугомир, дугачак је 19,5 km. Од села Драгошевац река наставља ка североистоку, одакле улази у регију Великог Поморавља. Пролази поред села Коларе, Бресје и Мајур и поред јужних делова Јагодине. Пошто прође испод ауто-пута Београд-Ниш (А1), Лугомир се улива у Велику Мораву поред села Рибаре. 
Река има површину слива од 447 km² и није пловна.

## Литератуа
- Марковић, Јован Ђ. (1990). Енциклопедијски географски лексикон Југославије. Сарајево: Свјетлост.